# Rábula de Edessa
Rábula de Edessa (Cálcis da Celessíria, ca. 350 - Edessa, ca. agosto de 435) foi um bispo de Edessa de 411/412 até agosto de 435. Era filho dum sacerdote pagão e uma cristã devota. Professou durante alguns anos o paganismo de seu pai, porém, sob influência de Eusébio de Cálcis e Acácio de Alepo, e por ter presenciado um milagre, converteu-se ao cristianismo e tornou-se monge.
Dedicou-se nos anos seguintes ao ascetismo cristão e, em 411/412, foi nomeado bispo de Edessa (atual Şanlıurfa), um dos mais importantes centros do cristianismo no Oriente. Nesta posição, tornou-se um ferrenho adversário dos ensinamentos de Teodoro de Mopsuéstia e Nestório. Foi um amigo próximo de Cirilo de Alexandria.

## Biografia
Rábula nasceu ca. 350 em Cálcis da Celessíria, uma cidade e sé episcopal a poucos quilômetros ao sul de Alepo, na Síria. Seu pai era um sacerdote pagão e, mesmo sua mãe sendo uma devota cristã, permaneceu pagão até um pouco depois de seu casamento. Durante uma viagem para as suas terras no campo, se converteu ao cristianismo em parte por ter tido contato com um caso de cura milagrosa e em parte por causa da influência dos ensinamentos de Eusébio de Cálcis e Acácio de Alepo. Após sua conversão, Rábula tornou-se um monge.
Com toda a energia que lhe era natural, se dedicou à prática do ascetismo cristão, vendendo todas as suas posses e se separando de sua esposa e parentes. Morou por um tempo num mosteiro e então passou para uma vida de grandes dificuldades como eremita solitário. Com a morte em 411/412 de Diógenes, bispo de Edessa, Rábula foi escolhido como seu sucessor e aceitou imediatamente a posição, sem a costumeira relutância. Após carreira de vinte e quatro anos como bispo, morreu em agosto de 435, sendo sucedido por Ibas de Edessa.
Como bispo, Rábula demonstrou energia extraordinária, pelo contínuo ascetismo em sua vida pessoal, pela forma como cuidou de todos os pobres e necessitados de sua diocese, pelo seu cuidado com a disciplina do clero e dos monges que estavam sob sua autoridade e, finalmente, pela feroz determinação com que combateu as heresias, especialmente a crescente escola dos seguidores de Nestório. Certa ocasião, visitou Constantinopla e pregou um sermão denunciando a doutrina nestoriana para Teodósio II (r. 408–450), que era então um simpatizante de Nestório, e uma grande congregação; este sermão sobreviveu parcialmente numa tradução siríaca.
De acordo com o panegirista de sua Vida, embora fosse um notório adversário dos ensinamentos de Nestório, na ocasião do Primeiro Concílio do Éfeso, em 431, esteve do lado de João I de Antioquia, e seu nome é encontrado entre os assinantes de duas cartas nas quais a doutrina de Cirilo de Alexandria é denunciada como herética. Poucos meses depois, percebeu que Cirilo estava certo, e tornou-se seu aliado mais intransigente contra o nestorianismo. Sua tarefa não foi fácil em sua diocese, devido principalmente ao prestígio de Teodoro de Mopsuéstia, que à época figurava como um bastião do nestorianismo. O zelo de Rábula para suprimir os escritos de Teodoro foi atribuído por Ibas, em sua carta para Maris, a um rancor pessoal contra a memória do falecido.

## Legado

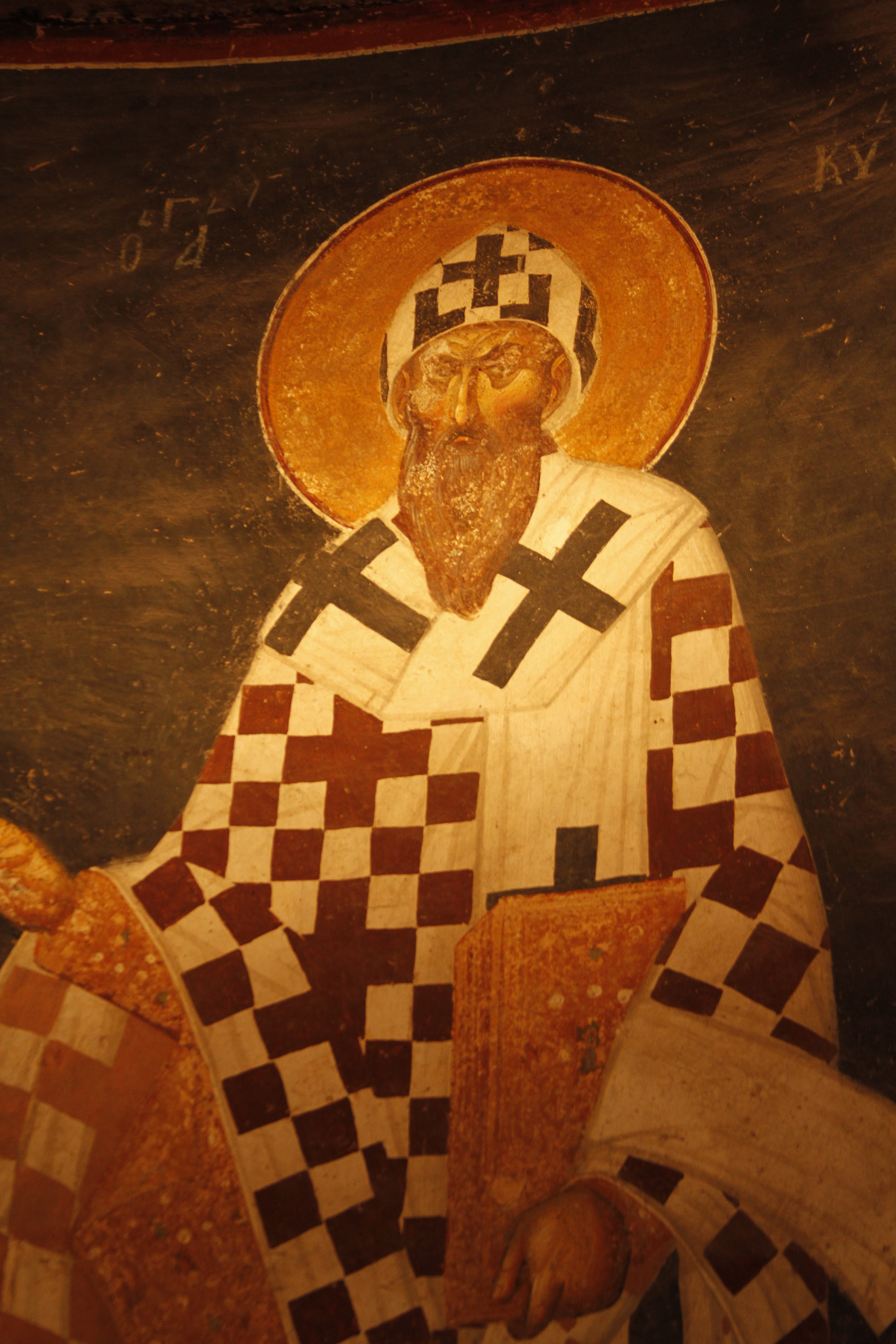
Afresco de Cirilo de Alexandria na Igreja de São Salvador em Chora, Istambul

O principal legado de Rábula à literatura siríaca está no zelo com que lutou para substituir o Diatessarão (ou a "Harmonia de Tatiano") pelos Evangelhos canônicos, ordenando que uma cópia deles deveria obrigatoriamente ser colocada em todas as igrejas. Já o legado literário dele é pequeno e se encontra todo na obra de Overbeck. Como amigo de Cirilo de Alexandria, ocupou-se com a tradução dos seus tratados do grego para o siríaco, em especial o "A respeito da fé correta" (De recta fide).
A versão sobreviveu está preservada no Museu Britânico. De acordo com seu biógrafo, Rábula produziu uma versão (ou revisão) do Novo Testamento em siríaco, conhecida como Peshitta. O envolvimento de Rábula pode ter sido um primeiro passo na direção da versão filoxeniana. FC Burkitt vai adiante e propõe a hipótese de que Rábula, pelo menos no que diz respeito aos Evangelhos, ajudou ativamente na tradução do texto atual da Peshitta, utilizando-se do texto grego existente em Antioquia por volta do ano 400.

### Controvérsia
Os estudiosos discutem se esta visão positiva de Rábula é acurada. Jan Willem Drijvers observa que "Parece que Rábula não era o bispo modelo como apresentado na "Vida de Rábula" (Vita Rabbulae), mas um cristão fanático que teria perseguido todos os que tinham ideias diferentes, como os diofisistas e outros heréticos, assim como os judeus". De fato, de acordo com a Vida, imediatamente após ter se tornado bispo de Edessa, Rábula, em conjunto com outro monge, Eusébio, futuro bispo de Tela, foi até Balbeque (Heliópolis), na Fenícia Libanense, um dos últimos refúgios do paganismo, com o objetivo de conseguir o próprio martírio atacando as imagens sagradas pagãs lá. Em vez de ser morto, com esperava, sofreu uma surra severa. A "Vida de Rábula" afirma então que foi poupado da morte por conta de seu destino, que era obter o episcopado. Já o estudioso Michael Geddis nota que este é exatamente o tipo de comportamento suicida condenado por Agostinho. Felizmente para os cidadãos de Balbeque (se não para Rábula), eles conseguiram manter os costumes e tradições de seus antepassados até o século VI.